# Anne-Solenne Hatte
Pour les articles homonymes, voir Hatte.
Anne-Solenne Hatte est une actrice française.

## Biographie
Anne-Solenne Hatte est d'ascendance française par son père et vietnamienne par sa mère.

### Carrière d'actrice
Elle est apparue en 2004 dans le film Ocean's Twelve de Steven Soderbergh. Elle joue dans plusieurs courts-métrages en 2004 (Chambre 512 de Louis Vincent Rios et Cyrus Atory, et IQ de Harsh), dans la série Duval et Moretti de Dennis Berry diffusée sur M6 en 2007, et dans la comédie Hard de Cathy Vernet en 2008.
Elle joue aux côtés de Guy Pearce, Maggie Grace et Lennie James, l'un des rôles principaux du film Lock Out, un film futuriste produit par Luc Besson. Elle y incarne la meilleure amie de la fille du président des États-Unis. En 2011, elle tourne également aux côtés de Sandrine Kiberlain dans la comédie de Djamel Bensalah intitulée Capitaine Khalid.
En 2015, elle apparaît dans un épisode de la série Strike Back (s06e09).
Elle joue en 2008 au théâtre du Sorano (Vincennes) dans les Dialogues avec l’Ange de G. Mallasz, mis en scène par Maud Buquet. Elle joue cette pièce en 2009 au théâtre "A la folie théâtre" (Paris, 11e arrondissement).
Elle a joué dans diverses publicités (Biotherm, Levis Jeans Asie, Comptoir des Cotonniers, Cartier, Alain Mikli, Roland-Garros 2008).

### Carrière de présentatrice
De septembre 2010 à juillet 2011, Anne-Solenne Hatte a remplacé Céline Bosquet sur I-Tele, où elle présente le JT décalé. Laurent Ruquier a fait l'éloge de la jeune femme à plusieurs reprises. Le 8 mars 2011, à l'occasion de la journée des droits des femmes, elle participe en tant que chroniqueuse à son émission On va s'gêner sur Europe 1.

## Filmographie
- 2004 : Ocean's twelve de Steven Soderbergh
- 2019 : Nicky Larson de Phillipe Lacheau
- 2021 : 30 Jours max de Tarek Boudali : Magali